# سینما جمهوری

سینما جمهوری (نام پیشین: سینما نیاگارا) یکی از سینماهای قدیمی تهران است که در سال ۱۳۳۷ و با ظرفیت ۹۶۰ نفر تأسیس شد. این سینما در خیابان جمهوری (شاه سابق) از طرف شرق به غرب، نرسیده به خیابان فلسطین (کاخ سابق) تهران قرار دارد. سینما جمهوری در روز ۲۵ آبان سال ۱۳۸۷ دچار آتش‌سوزی شد.

## تاریخچه
این سینما در سال ۱۳۳۷ با نام نیاگارا و با ۹۶۰ صندلی تأسیس شد. این سینما تنها یک سالن پخش فیلم داشت که شامل سالن طبقه همکف و بالکن طبقه دوم می‌شد که با تفکیک این دو طبقه بالکن سینما به سالنی مستقل تبدیل و کافه آن در راهرو سالن طبقه دوم قرار داشت. سینما جمهوری چندی پیش به‌طور کامل بازسازی و تبدیل به دو سالن نمایش شده بود.
در دهه ۴۰ اولین سینمای ایران بود که به سیستم صندلیهای متحرک (rocking chairs) مجهز گردید.
ساختمان سینما توسط یک مهندس هندی ساخته شده بود اما توسط معمار سرشناس ایرانی پل آبکار، به سینما تبدیل شد.
در ابتدا علی حاتمی و محمدعلی فردین مالکان این سینما بودند و هم‌اکنون زهرا خوشکام (حاتمی) مالک سه دانگ آن است.

## کافه آنتراکت
پس از بازسازی سینما جمهوری (نیاگارای پیشین)، که در تقاطع خیابان جمهوری و ولیعصر تهران قرار دارد این کافه در طبقه دوم آن ساخته شد و دو بازیگر سینمایی ایران لیلا حاتمی و علی مصفا آن را مدیریت می‌کردند. از برنامه‌های ویژه این کافه، «منوی موسیقی» با همکاری رامین صدیقی از نشر هرمس، سانس‌های مخصوص پخش فیلم کوتاه و فیلم مستند، و «باشگاه فیلم آنتراکت» بود.
این کافه که پاتوق افراد زیادی بود در آتش‌سوزی ۲۴ آبان ۱۳۸۷ سینما جمهوری سوخت.

## آتش‌سوزی
این سینما در ساعت ۴ صبح تا ۸ صبح روز ۲۵ آبان سال ۱۳۸۷ دچار آتش‌سوزی شد.
و سالن یک، سالن انتظار و کافه آنتراکت آن از بین رفتند.
اندکی پیش از آتش‌سوزی، لیلا حاتمی در مراسمی موسوم به موج سوم که از سوی احزاب و شخصیت‌های اصلاح طلب برای دعوت از محمد خاتمی جهت شرکت در انتخابات آتی ریاست جمهوری برگزار شده بود شرکت و سخنرانی کرده بود.

برخی روزنامه‌ها از جمله روزنامه اعتماد از عمدی بودن آتش‌سوزی سخن گفتند. علی مصفا در این باره گفت: 
در صورتی که مشخص شود آتش‌سوزی سینما جمهوری عمدی و پیامی سیاسی برای وی بوده، به اقدام براساس باورهایش همچنان ادامه خواهد داد.
نتایج تحقیقات آتش‌نشانی تهران حاکی از عمدی بودن آتش‌سوزی بود و میزان خسارت‌های وارد شده تا ۳ میلیارد ریال برآورد شد. برخی منابع نیروهای بسیج را عامل این آتش‌سوزی معرفی کردند.

### مصادره سهممحمدعلی فردینتوسطستاد اجرایی فرمان امام
سه دانگ این سینما توسط ستاد اجرایی فرمان امام از محمدعلی فردین بازیگر سینما گرفته، و این سه دانگ طی اطلاعیه ای در روز هشتم آبان ماه این ساختمان تاریخی سینما جمهوری با مساحت ۱۲۹۳/۲۶ متر با قیمت پایه دو میلیارد و ۵۵۰ میلیون تومان با عنوان ساختمان فرهنگی مذهبیبه مزایده گذاشته شد.
در آگهی فروش این سینما آمده بود: سه دانگ مشاع از ۶ دانگ ملکیت و سه دانگ منافع سینما به صورت وکالتی واگذار می‌شود. ضمناً منافع سرقفلی واحدهای تجاری جز مورد واگذار نیست.
و در این مزایده یک زن به همراه شرکایش در مزایده فروش سه دانگ از مالکیت سینما جمهوری که توسط ستاد اجرایی فرمان امام برگزار شده بود، برنده شد.